# SN 1998bs
SN 1998bs – supernowa odkryta 18 kwietnia 1998 roku w galaktyce A132631-3109. W momencie odkrycia miała maksymalną jasność 20,60m.